# Oleksandr Danyljuk
Oleksandr Oleksandrovitj Danyljuk (ukrainska: Олександр Олександрович Данилюк) född 22 juli 1975 i Grigoriopol, Moldaviska SSR, Sovjetunionen i dagens Transnistrien/Moldavien, är en ukrainsk politiker. 
Oleksander Danuljuk var finansminister april 2016–juni 2018 som efterträdare till  Natalie Jaresko i den då avgående regeringen. Danyljuk var tidigare konsult på McKinsey & Company och var därefter anställd som vice stabschef hos presidenten Petro Porosjenko. 
Volodymyr Zelenskyj utnämnde efter sitt tillträde som president Danyljuk till sekreterare för Nationella säkerhets- och försvarsrådet, ett ämbete som han innehade mellan maj och september 2019.